# Dell (Arkansas)
Dell é uma cidade  localizada no estado americano de Arkansas, no Condado de Mississippi.

## Demografia
Segundo o censo americano de 2000, a sua população era de 251 habitantes.
Em 2006, foi estimada uma população de 228, um decréscimo de 23 (-9.2%).

## Geografia
De acordo com o United States Census Bureau, a localidade tem uma área de 2,3 km², sem área coberta por água. Dell localiza-se a aproximadamente 73 m acima do nível do mar.

## Localidades na vizinhança
O diagrama seguinte representa as localidades num raio de 16 km ao redor de Dell.